# Paul L. Schütt
Paul L. Schütt (* 1956) ist ein deutscher Jazz-Posaunist, Komponist, Autor und Pädagoge.

## Werdegang
Schütt studierte an der staatlichen Hochschule für Musik und Darstellende Kunst Mannheim und spielte viele Jahre als festes Mitglied in der SWR Big Band (SDR) Stuttgart. Lehraufträge an der Johannes Gutenberg-Universität Mainz und an der staatlich anerkannten Musikakademie für Jazz und Popularmusik FMW Frankfurt folgten. Seit dem zweiten Staatsexamen für das (Lehramt an Gymnasium) 2007 unterrichtet er an der Integrierten Gesamtschule Rockenhausen Musik. 
Schütt spielte unter anderem auch bei der hr-Bigband, NDR Bigband, RIAS Big Band Berlin, bei Dieter Reith, Max Greger (Junior und Senior), Paul Kuhn sowie Peter Herbolzheimer. Seit 1996 leitet er die TC Big Band. Weiterhin publiziert er Fachbücher.

## Publikationen
- Artist Ahead Musikverlag, Wiesloch
- Buchserie der Reihe "Spielend Improvisieren mit Magic Tones"
  - "groovy Jazz-Standards" für Trompete und Tenorsaxophon
  - "groovy Jazz-Standards" für Alt-Saxophon
  - "groovy Jazz-Standards" für Posaune
  - "groovy Jazz-Standards" für Flöte
- Buchserie der Reihe "Play Alongs for Wind Instruments"
  - „Rock-Pop-Latin-Fun“ für Trompete in B und C
  - „Rock-Pop-Latin-Fun“ für Posaune und Tenorhorn
  - „Rock-Pop-Latin-Fun“ für Saxophon
  - „Rock Pop Latin Swing Fun“ für Tenor- und Altsax
  - „Rock Pop Latin Swing Fun“ für Trompete in B und C
  - „Rock Pop Latin Swing Fun“ für Posaune und Tenorhorn
  - „Rock Pop Latin Swing Fun“ für Flöte in C